# Mecistocephalus cyclops
Mecistocephalus cyclops är en mångfotingart som beskrevs av Henri W. Brölemann 1896. Mecistocephalus cyclops ingår i släktet Mecistocephalus och familjen storhuvudjordkrypare.
Artens utbredningsområde är Seychellerna. Inga underarter finns listade i Catalogue of Life.